# Henri Saveniers
Henri Saveniers was een Belgisch politicus.

## Levensloop
Beroepshalve was hij van 1928 tot 1933 eigenaar van Brouwerij "de l'Etoile" te Wijnegem.
Hij werd politiek actief in 1921, toen hij verkozen werd als gemeenteraadslid. In 1934 werd hij aangesteld als burgemeester.
Omwille van de ouderdomsverordening moest hij van de Duitse bezetter op 31 maart 1941 zijn burgemeestersambt neerleggen. Saveniers weigerde echter vrijwillig zijn ontslag te nemen op 17 november 1941, ook de gemeenteraad tekende protest aan. Hierdoor werd door secretaris-generaal van Binnenlandse Zaken en Volksgezondheid Gérard Romsée zijn besluit van 16 april 1941 ingeroepen en werd Saveniers het ontslag op 1 december 1941 opgelegd. Hij werd opgevolgd door Frans Wuyts, voorgedragen door gouverneur Jan Grauls.
Na de bevrijding werd hij opnieuw aangesteld als burgemeester, een mandaat dat hij uitoefende tot 1946. Hij werd opgevolgd door Leo Nuyts (CVP).